# November 1985
Portal Geschichte | Portal Biografien | Aktuelle Ereignisse | Jahreskalender | Tagesartikel

◄ |
19. Jahrhundert |
20. Jahrhundert
| 21. Jahrhundert

◄ |
1950er |
1960er |
1970er |
1980er
| 1990er | 2000er | 2010er | ►

◄ |
1981 |
1982 |
1983 |
1984 |
1985
| 1986 | 1987 | 1988 | 1989 | ►

◄ |
August 1985 |
September 1985 |
Oktober 1985 |
November 1985 |
Dezember 1985 |
Januar 1986 |
Februar 1986 |
►
Dieser Artikel behandelt aktuelle Nachrichten und Ereignisse im November 1985.

## Tagesgeschehen

### Freitag, 1. November 1985

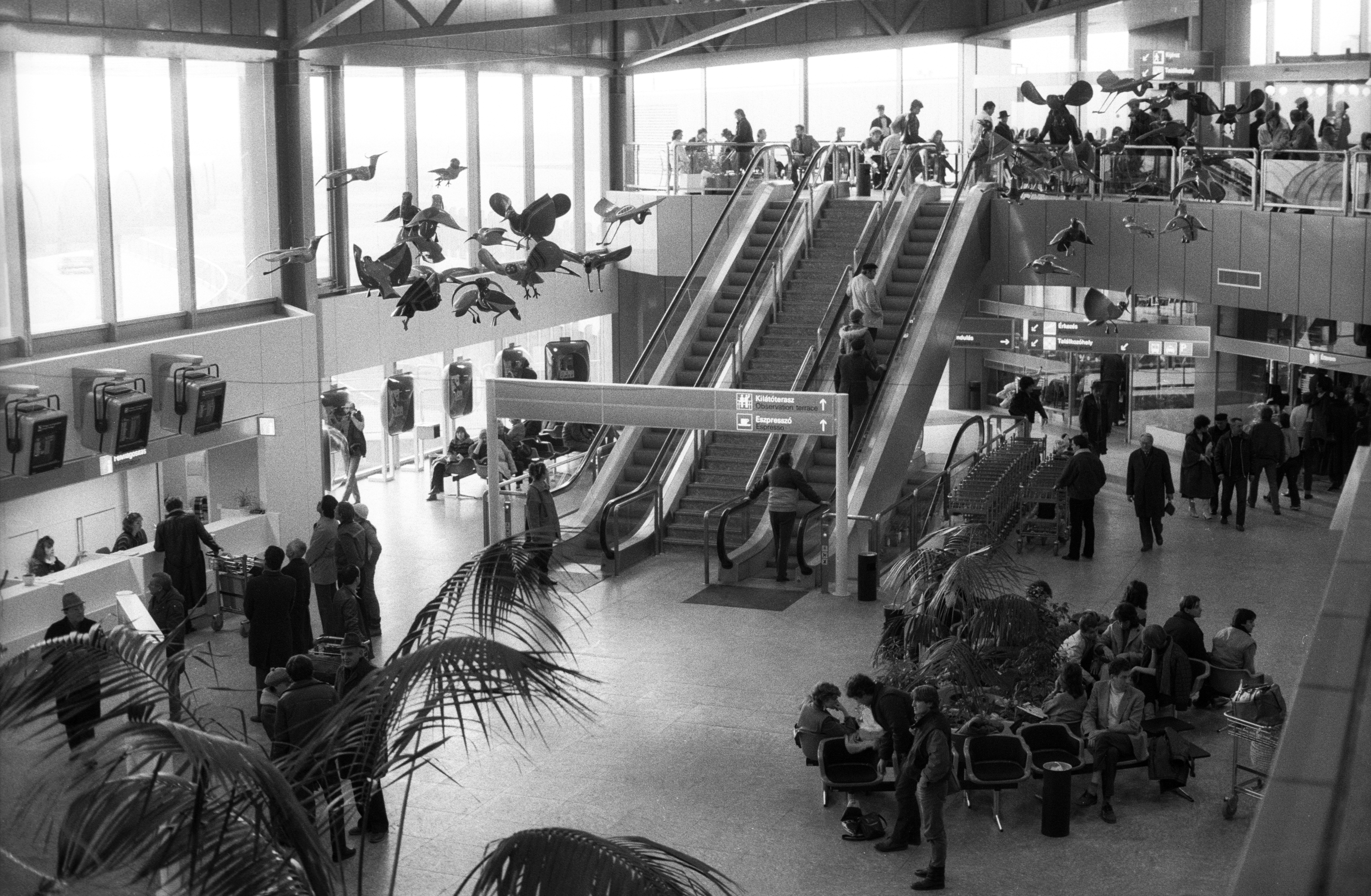
Terminal 2 des Budapester Flughafens

- Bonn/Deutschland: Der Ministerpräsident von Niedersachsen Ernst Albrecht (CDU) tritt sein Amt als Präsident des Bundesrates an.[1]
- Budapest/Ungarn: Zwei Jahre nach Baubeginn können die ersten Passagiere den neuen Terminal 2 des Flughafens von Budapest nutzen. Mit 24.000 m² Größe und sechs Fluggastbrücken erfüllt er als einer von wenigen Terminals im so genannten „Ostblock“ die gestiegenen Ansprüche im internationalen Luftverkehr.[2]
- Den Haag/Niederlande: Ministerpräsident Ruud Lubbers von der Partei Christlich-Demokratischer Aufruf informiert die Zweite Kammer des Parlaments über den Entschluss seiner Regierung, auf dem Gebiet der Niederlande die Stationierung von 48 Marschflugkörpern der Streitkräfte der Vereinigten Staaten zuzulassen. Mit der Stationierung hilft das Land bei der Umsetzung des Doppelbeschlusses des Militärbündnisses NATO aus dem Dezember 1979.[3]

### Montag, 4. November 1985
- Plowdiw/Bulgarien: Im Messegebäude der Stadt beginnt die spezialisierte Weltausstellung „Expo Plovdiv 1985“. Ihr Thema lautet: „Die Schöpfungen von jungen Erfindern“. Damit ist die Stadt in den 1980er Jahren bereits zum zweiten Mal Gastgeberin einer vom Bureau International des Expositions offiziell anerkannten Ausstellung.[4]

### Dienstag, 5. November 1985

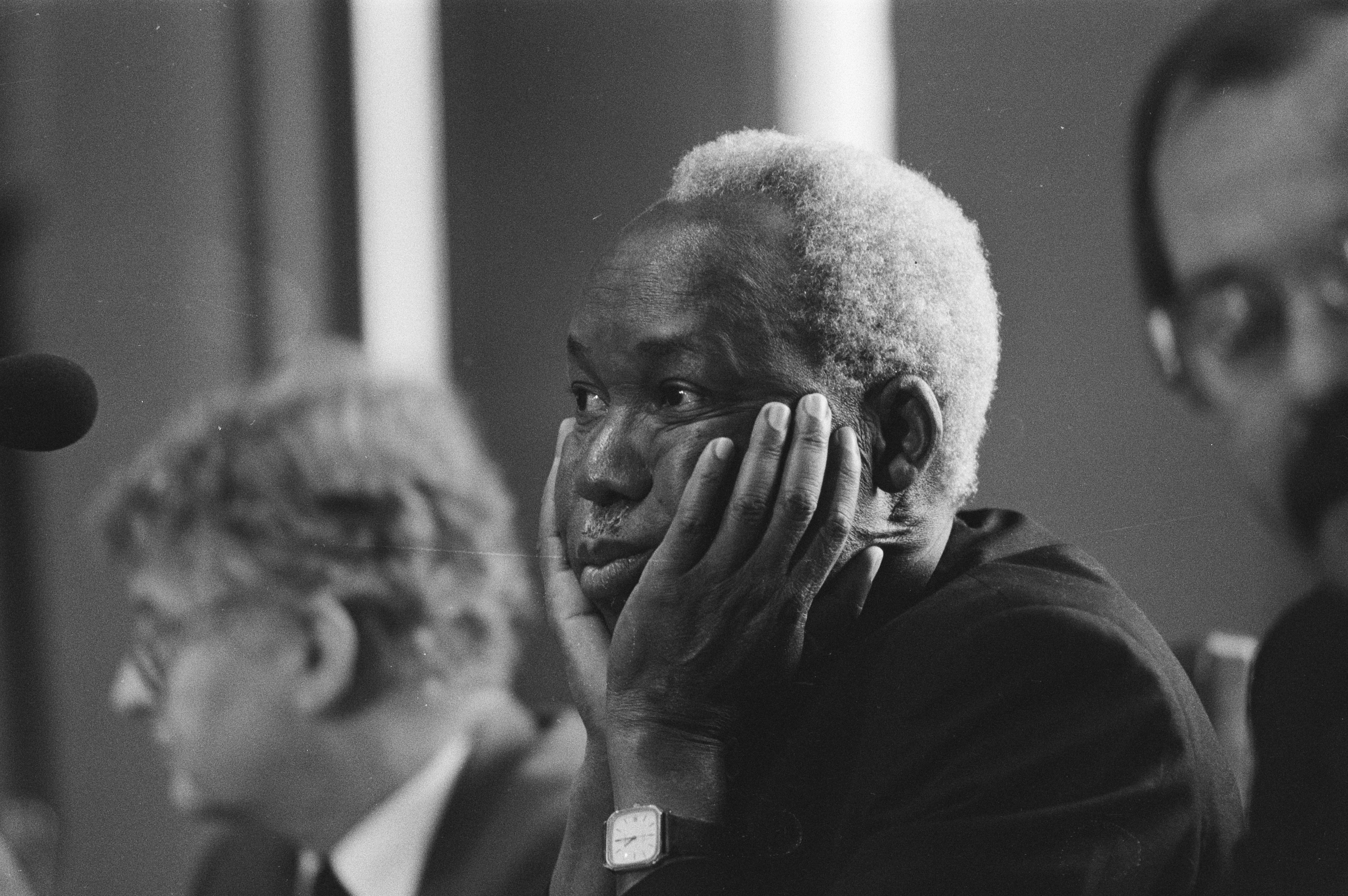
Julius Nyerere

- Daressalam/Tansania: Der erste Präsident des Landes nach dessen Unabhängigkeit Julius Nyerere von der Partei der Revolution (CCM) übergibt vor circa 20.000 Zuschauern die Macht an den von ihm ausgesuchten Nachfolger im höchsten Staatsamt Ali Hassan Mwinyi (CCM).[5]
- Genf/Schweiz: Während Portugal die Europäische Freihandelsassoziation (EFTA) über seinen Austritt aus der Organisation zum 31. Dezember informiert, wird Finnland als neues Vollmitglied in die EFTA aufgenommen und die Zahl der Vertragsstaaten steigt auf diese Weise für einige Wochen auf sieben.[6]

### Mittwoch, 6. November 1985

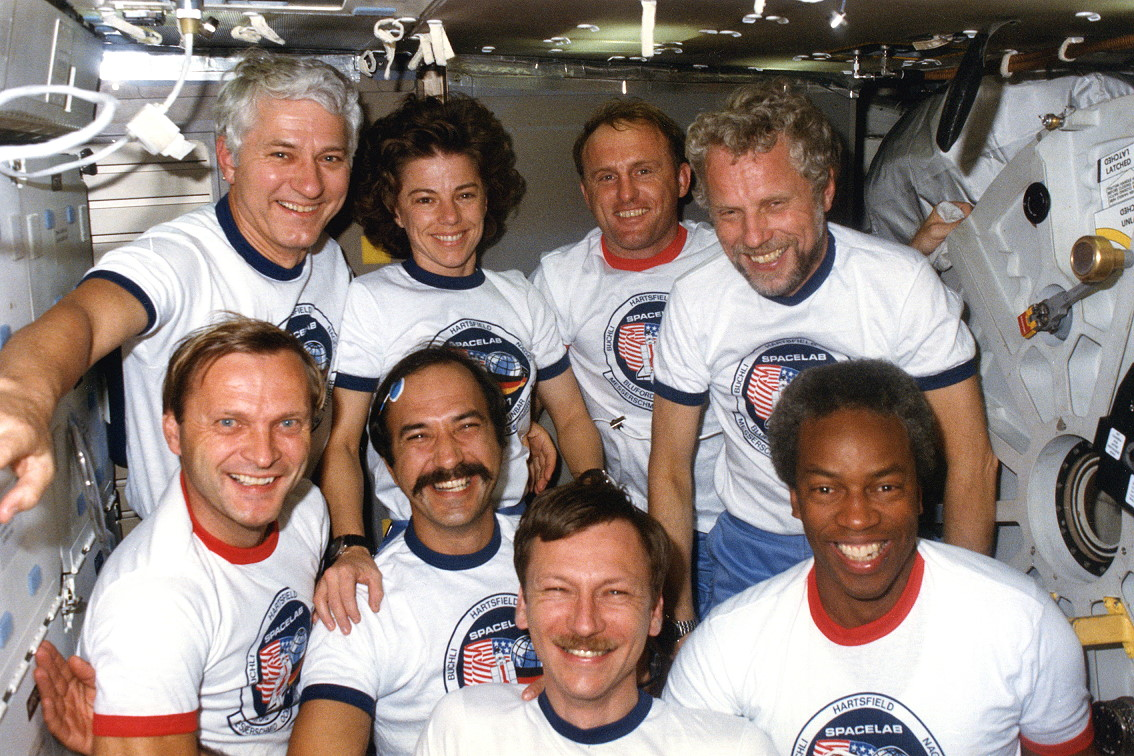
Untere Reihe, 2. v. l.: Wubbo Ockels

- Cape Canaveral/Vereinigte Staaten: Die Mission STS-61-A bringt mit Wubbo Ockels den ersten Niederländer ins Weltall.[7]
- Warschau/Polen: Der Vorsitzende der regierenden Vereinigten Arbeiterpartei (PZPR) Wojciech Jaruzelski, der 1981 das Kriegsrecht in Polen verhängte, tritt als Ministerpräsident zurück und wird als Vorsitzender des Staatsrats in Nachfolge seines Parteikollegen Henryk Jabłoński neues Staatsoberhaupt der Volksrepublik. Als Nachfolger im Amt des Ministerpräsidenten installiert die PZPR Zbigniew Messner.[8][9]

### Samstag, 9. November 1985

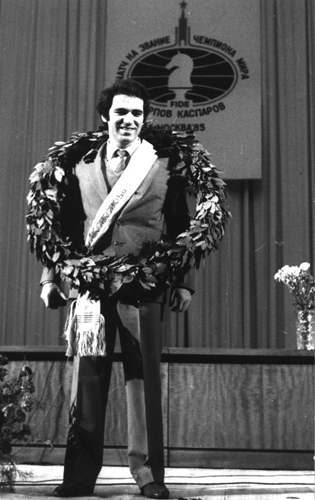
Garri Kasparow

- Moskau/Sowjetunion: Anatoli Karpow aus der Sowjetunion verliert in 24 Partien den Titel des Schachweltmeisters an seinen Landsmann Garri Kasparow, nachdem der erste Vergleich ohne Sieger im Februar dieses Jahres abgebrochen wurde. Kasparow ist mit 22 Jahren der jüngste unter bisher 13 Schachweltmeistern.[10]

### Dienstag, 12. November 1985
- Südpolarmeer: Über 10.000 km südöstlich von Neuseeland ereignet sich eine totale Sonnenfinsternis. Der Kernschatten des Mondes fällt nur auf Insel-freie Gebiete nördlich der antarktischen Landmasse.[11]

### Mittwoch, 13. November 1985

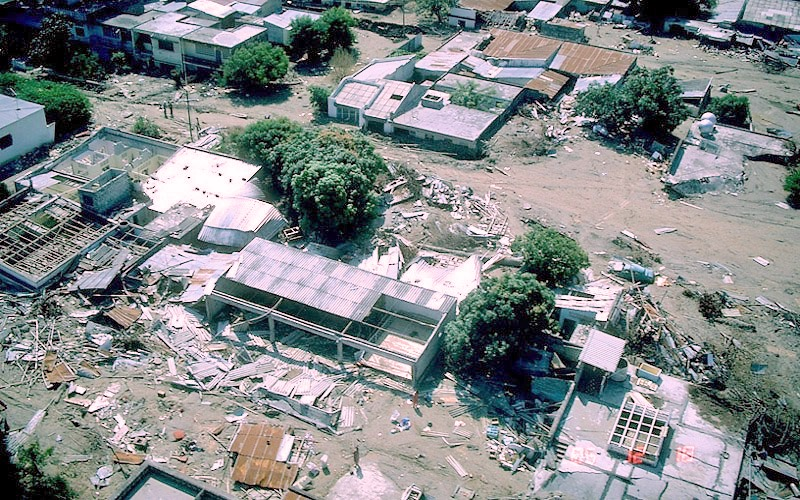
Szene in Armero

- Armero/Kolumbien: Die Stadt Armero wird beinah vollständig zerstört, als sich nach dem Ausbruch des 47 km von ihr entfernten Vulkans Nevado del Ruiz ein circa 5 m hoher Lahar über sie ergießt. Etwa 23.000 Einwohner der Stadt kommen ums Leben. Ein anderer Lahar durchströmt die Ortschaft Chinchiná. In dieser sterben durch das Unglück rund 1.800 Menschen.[12]

### Freitag, 15. November 1985
- County Down/Vereinigtes Königreich: Die Premierministerin des Vereinigten Königreichs (UK) Margaret Thatcher und der Ministerpräsident der Republik Irland Garret FitzGerald unterzeichnen in Hillsborough Castle ein Abkommen, das helfen soll, die politische Gewalt im UK-Landesteil Nordirland zu beenden. Die Vereinbarung sieht u. a. die Gründung einer anglo-irischen Regierungskonferenz vor, die aus Vertretern beider Staaten zu bilden ist und die in rechtlichen und politischen Fragen eine beratende Funktion einnehmen wird.[13]

### Montag, 18. November 1985
- München/Deutschland: Der Landesverband Bayern e. V. im Börsenverein des Deutschen Buchhandels und die Stadt München verleihen den Literaturpreis Geschwister-Scholl-Preis an das Buch Die neue Unübersichtlichkeit aus der Reihe Kleine Politische Schriften des deutschen Philosophen und Soziologen Jürgen Habermas.[14]

### Dienstag, 19. November 1985

Reagan, Gorbatschow

- Genf/Schweiz: Der Präsident der Vereinigten Staaten Ronald Reagan und der De-facto-Regierungschef der Sowjetunion Michail Gorbatschow reichen sich bei ihrem ersten Aufeinandertreffen absichtsvoll die Hände. Im Vorfeld des ersten Gipfels zwischen den politischen Führungsfiguren der beiden Staaten mit dem größten militärischen Potenzial der Welt seit über sechs Jahren äußerten beide Protagonisten, dass der Gipfel dem Frieden dienen soll.[15]

### Mittwoch, 20. November 1985
- Redmond/Vereinigte Staaten: Das Softwareunternehmen Microsoft veröffentlicht die Version 1.01 der grafischen Benutzeroberfläche Windows. Das Unternehmen ist Partner im Bereich Personal Computer des IT-Unternehmens IBM für Betriebssysteme. Im Sommer dieses Jahres begann der Absatz einer Testversion der Benutzeroberfläche Windows für MS-DOS. Circa zwölf Jahre nach dem Erscheinen der Workstation Xerox Alto erreicht damit das Prinzip der Bedienung über grafische Symbole an Stelle von linearen Befehlseingaben die PC-Sparte von IBM.[16][17]

### Dienstag, 26. November 1985
- Wien/Österreich: Der Bundesminister für öffentliche Wirtschaft Ferdinand Lacina (SPÖ) gibt die Entlassung des Vorstands des verstaatlichten Stahlerzeugers VÖEST AG bekannt und zieht damit die Konsequenzen aus dem Intertrading-Skandal. Bei Spekulationen am Weltmarkt für Erdöl häufte das VÖEST-Tochterunternehmen Intertrading die höchste Schuldenlast an, die ein österreichisches Unternehmen bislang zu verzeichnen hatte. Nach aktuell vorliegenden Erkenntnissen handelt es sich um 5,7 Milliarden Schilling.[18]

## Weblinks

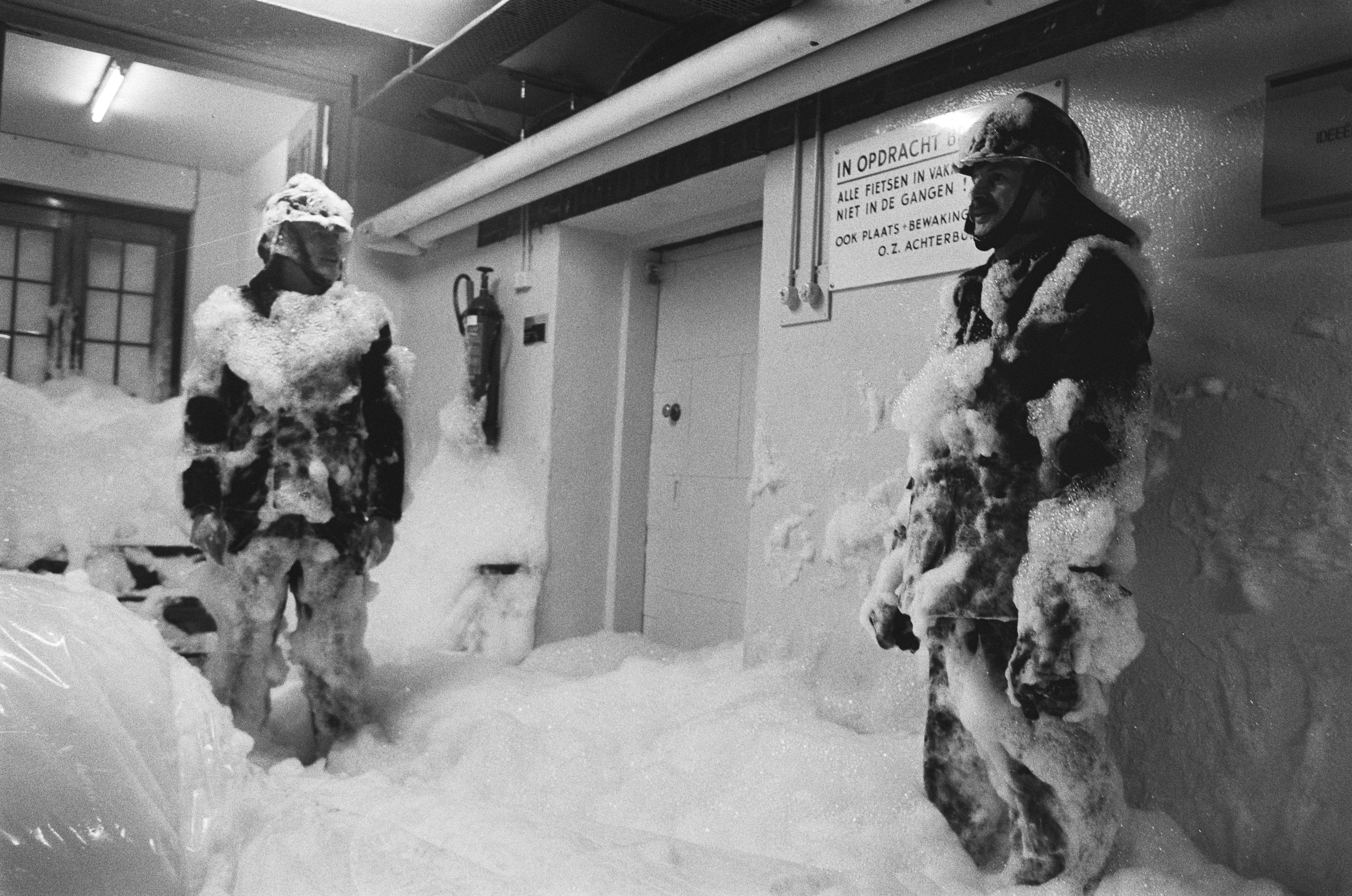
Amsterdam im November 1985